# Florian Heyerick

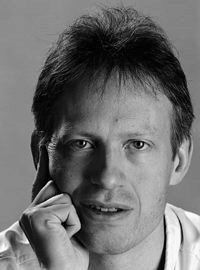
Florian Heyerick

Florian Heyerick (* 31. August 1958 in Gent) ist ein belgischer Flötist, Cembalist, Dirigent und Musikproduzent.

## Leben
Heyerick studierte an den Konservatorien von Brüssel und Gent, sowie am Lemmensinstitut in Löwen, hier machte er Diplome in Blockflöte, Querflöte und Kammermusik. An der Universität Gent studierte er Musikwissenschaften.
Durch seine breitgefächerte Ausbildung und lange Erfahrung in den Bereichen Chor- und Instrumentalmusik, als Aufnahmeleiter bei Musikeinspielungen, sowie als Dirigent und Lehrer, ist er innerhalb der Musikwelt auf vielen Gebieten auf hohem Niveau aktiv.
Von 1986 bis 1990 war er Dozent für Kammermusik, Gesang und Kammermusik auf historischen Instrumenten am Konservatorium Antwerpen. Seit 1990 ist er Professor für Chor, Chorleitung, Interpretation alter Musik, Operngeschichte, und Musiksoziologie an dem der Universität Gent angeschlossenen Institut für Musik. Er ist der Begründer des CD-Labels "Vox Temporis", mit dem er mehr als 50 Produktionen einspielte. Als künstlerischer Leiter war er verantwortlich für rund 100 LP- und etwa 500 CD-Einspielungen für verschiedene Labels.
In den letzten Jahren tritt er verstärkt als Spezialist über den deutschen Barockkomponisten Christoph Graupner in Erscheinung. Dies belegen zahlreiche Artikel und Vorlesungen.
Florian Heyerick ist seit 1989 Gründer und musikalischer Leiter des Vokalensembles Vocaal Ensemble Ex Tempore. Er ist regelmäßig Gastdirigent international bekannter Barockorchester, so dem Collegium Instrumentale Brugense, dem Barockorchester Le Mercure Galant, dem Flämischen Radiochor, der Philharmonie Antwerpen, der Musica Antiqua Köln, dem Barockorchester der französischen Gemeinschaft Belgiens Les Agrémens, dem Concerto Amsterdam, der Komischen Oper Berlin, der Nederlandse Bachvereniging und dem Kurpfälzischen Kammerorchester Mannheim, dessen Chefdirigent er von 2002 bis 2004 war.
2005 gründete er mit dem Violinisten John Holloway und einem Musikagenten die Mannheimer Hofkapelle, die im Sommer 2007 erstmals nach 300 Jahren in ihrer ursprünglichen Besetzung von 40 Musikern zu hören war.
2017 rief Heyerick in Gent das Festival Cydonia Barocca in Leben, das sich jährlich zu Pfingsten einem bestimmten Instrument widmet (2017: Blockflöte, 2018: Viola und Viola d’amore, 2019: Trompete, 2020: ausgefallen, 2021: Fagott).
Als Auszeichnung für seine Arbeit erhielt er im Jahr 2000 den Kulturpreis seiner Geburtsstadt Gent.